# Tanaorhinus basaliata
Tanaorhinus basaliata là một loài bướm đêm trong họ Geometridae.